# Sœurs de la charité de saint Vincent de Paul de Majorque
Les Sœurs de la charité de saint Vincent de Paul de Majorque (en latin : Instituti Sororum a Caritate Dioeceseos Maioricensis) sont une congrégation religieuse féminine enseignante et hospitalière de droit pontifical.

## Historique
La congrégation est fondée le 29 septembre 1798 dans la paroisse Saint-Michel-Archange de Felanitx par le père Antoine Roig y Rexarch (1750 -1808) pour les œuvres de charité dans la paroisse. Les premières sœurs prononcent leurs vœux religieux le 6 juin 1811 avec un habit religieux qui est le costume traditionnel des femmes de Majorque ; elles se consacrent surtout à l'éducation de la jeunesse et à l'assistance aux pauvres malades sous la direction du curé de la paroisse et de ses vicaires.
Entre 1887 et 1890, d'autres communautés autonomes de Sœurs de la charité rejoignent la congrégation de Felanitx : celle de Binissalem fondée en 1850, celle de Sencelles fondée en 1851 par Françoise Cirer Carbonell et celles de Manacor et de Santa Maria del Camí fondée par Raphaël Caldentey. 
L’institut est érigé canoniquement en congrégation religieuse le 16 novembre 1923 par Mgr Rigoberto Domenech, évêque de Majorque et reçoit le décret de louange le 18 janvier 1971. 

## Activités et diffusion
Les sœurs se consacrent principalement à l’enseignement mais également aux soins des malades dans les cliniques et les hôpitaux, aux orphelins, aux personnes âgées dans les maisons de retraite et au service dans les séminaires. 
Elles sont présentes en Espagne, au Burundi, au Honduras et au Pérou.
La maison-mère est à Palma de Majorque.
En 2017, la congrégation comptait 173 sœurs dans 26 maisons.